# Joachim Darquistade
Joachim Darquistade, ou d'Arquistade (1688, à Nantes - 1724), est un navigateur et explorateur français. Capitaine du Saint-François, il contribua à faire connaître la Terre de Feu ; le 12 avril 1715 il découvrit et cartographia une baie à proximité du cap Horn, très propre à servir de port de refuge.

## Biographie

### Origine et famille

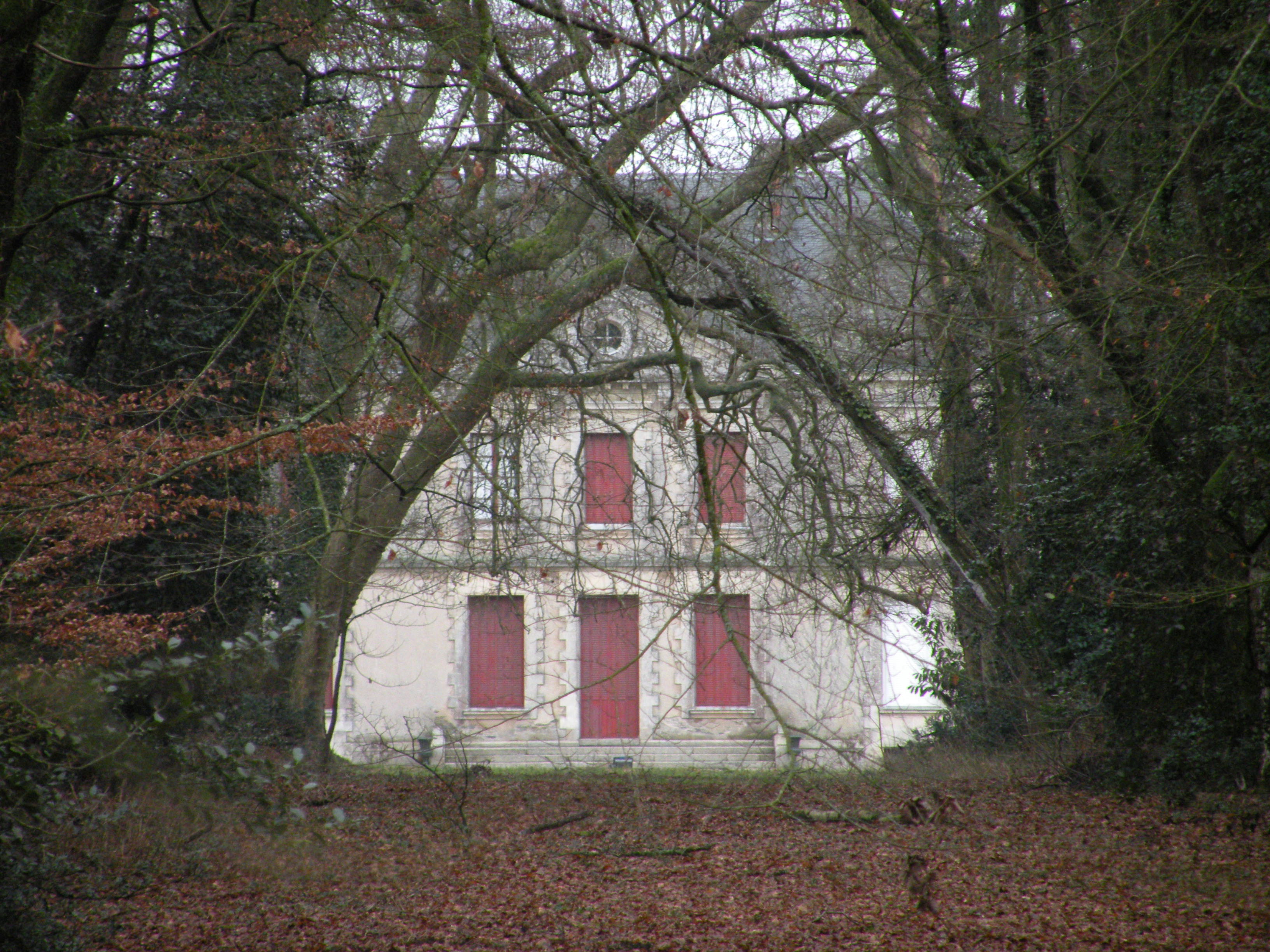
Le château de la Touche, à Nozay.

D'une famille d'origine espagnole, Joachim Darquistade est le fils René Arnaud d'Arquistade, négociant à la Fosse (Nantes) et actionnaire d'origine de la Société de l'Île Feydeau, et de Marie Audet. Il est le frère du maire de Nantes René Darquistade.
Il épouse en 1717 Françoise Souchay, d'une famille originaire de Tours, fille de Jacques Souchay, conseiller du roi et armateur à Nantes, et de Françoise Saillan des Mazures. Ils seront les beaux-parents de Jacques Panou de Faymoreau et de l'armateur Nicolas Montaudouin de La Clartière (fils de René Montaudouin).
Il acquiert le château de la Touche, à Nozay, en 1718.

### Contexte
En 1712, les voyages dans les mers du Sud sont interdits en principe. Louis XIV, dans une situation difficile pour discuter de la paix a voulu donner des gages de sa bonne volonté. Elle a défendu les expéditions qui peuvent laisser penser que la France profite largement des richesses de son alliée l'Espagne.
En réalité, les armateurs de Saint-Malo, soutenu par le Secrétaire d'État à la Marine Jérôme Phélypeaux de Pontchartrain obtiennent des permissions exceptionnelles d'armer pour les mers du Sud. Ceux qui n'en obtiennent pas s'en passent, et comme il faut malgré tout sauver les apparences, disent qu'ils vont seulement à Cadix ou aux Isles, ou ils ne disent rien et prennent le large avec leur bateau. Le ministre et ses agents à Saint-Malo, menacent parfois des pires représailles, mais en vain. Les bateaux partent, et le Saint-François qui met les voiles en novembre 1714 est du nombre des fraudeurs alors que le monopole de l'Espagne est plus strict que jamais.
Le bâtiment est armé tant en guerre qu'en marchandises, précaution habituelle en ces périodes de paix incertaine où l'on craint presque autant les Anglais et les Hollandais que les pirates barbaresques. Le Saint-François porte 18 pièces de canon, et son équipage se compose de 86 hommes. 
Le Saint-François appartient à l'armateur nantais Joachim Descazaux du Hallay. Il part sous le commandement de son propre neveu, Joachim Darquistade. On trouve dans les cales toutes sortes de marchandises, dont des toiles de Laval expédiées par le négociant Ambroise Hoisnard de Laval en novembre 1713, et confiées au malouin Nicolas Magon de la Ville-Poulet.

### Destination?
Le rapport du capitaine nous apprend la destination du navire. Il est parti pour la côte de Carac (du nom de la ville de Caracas. Il s'agit de la côte du Vénézuela et de la Colombie). On trouve sur cette côte Carthagène des Indes qui est la première étape des gallions espagnols dans leur grande virée américaine. C'est un port qu'il est bon de fréquenter juste avant l'arrivée des Espagnols : on peut y réaliser les meilleures affaires au moment où les américains commencent à manquer de tout.
La traversée de l'Atlantique dure à cette époque un mois et demi à deux mois. Arrivés en vue des côtes, les bateaux cherchent un port susceptible de les accueillir, et les capitaines ou les négociants participants au voyage essaient de vendre les marchandises sous prétexte de faire des rafraîchissements. La déclaration de Joachim Darquistade indique qu'il a parcouru la côte inutilement, puis ayant jugé qu'il n'avait point d'autres ressources que de pénétrer et de passer dans la Mer du Sud pour tâcher d'y traiter, il s'est dirigé vers la Terre de Feu.
Une série de cartes levées par Darquistade lui-même, et tirées par l'hydrographe du roi Ledemaine Godalle présente un itinéraire bien différent. Le Saint-François sans même effleurer la côte de Carac a filé tout droit vers le Cap Horn. C'est un passage très difficile, et seule l'audace et l'avidité des armateurs et des négociants justifie d'envoyer des navires dans ces eaux.

### Cap Horn
En avril 1715, le Saint-François aborde la Terre de Feu. Le passage est dramatique : c'est le plein hiver austral. Les vents sont furieux, la pluie est mêlée à la neige, la glace gèle les voiles et raidit les cordages qui deviennent cassants comme du verre, les vagues sont énormes. L'équipage doit résister et est sollicité de toutes parts : aux voiles, aux pompes. Les tempêtes se succèdent. Balloté par un roulis épuisant, se voyant abattu à la Terre de Feu sans espoir de s'en revenir ny sur la coste ni d'autre avec un teps affreux le vent chargeant en costé, Darquistade prend le party de donner dans un enfoncement quy paraissoit beau. Désepérant d'y aborder, il se résout à jeter par-dessus bord huit affuts avec leurs ustanciles, les fourneaux des cuisines, des barriques, les mats, et généralement tout ce qui fut trouvé sur le pont. Le navire perd ses câbles mais parvient à accoster dans une baie qui portera son nom : la baie de Saint-François. Ayant pu reprendre sa route, il double le Cap Horn, et longe la côte du Chili à la recherche d'un port.

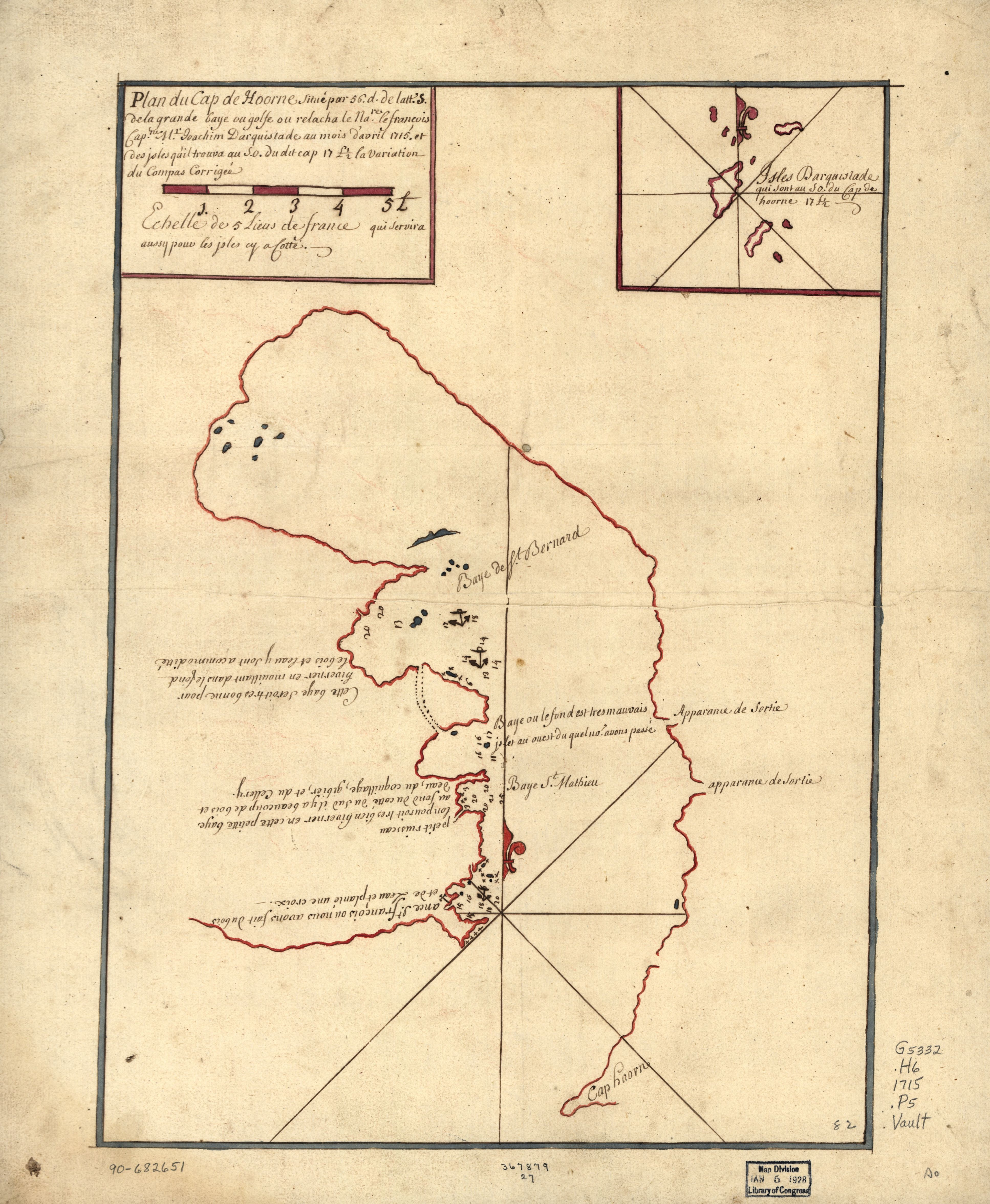
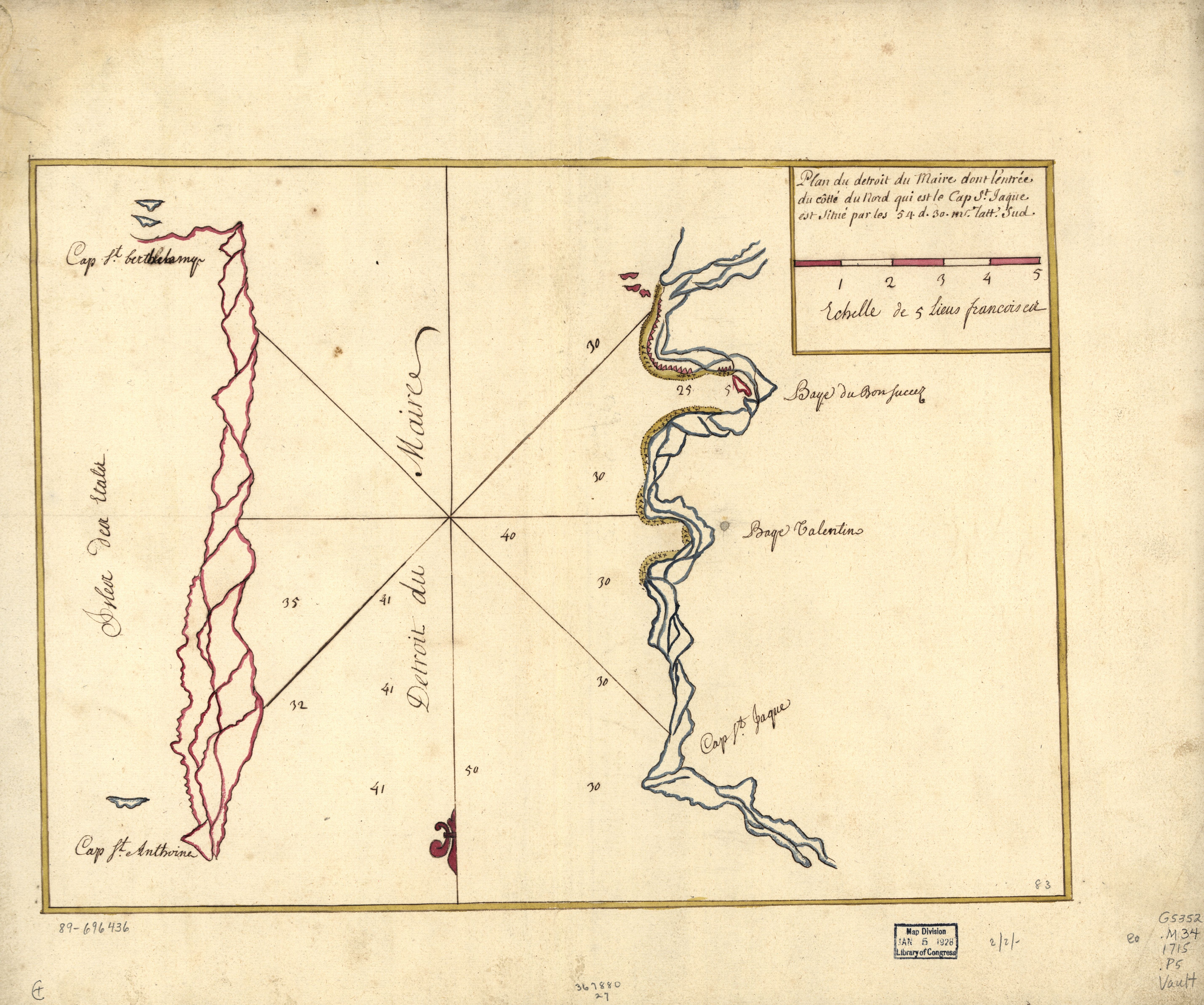

### La Mer du Sud
Le navire fait escale à Concepción en novembre 1715. Il remonte ensuite à Arica, où le capitaine cherche en vain à se procurer des vivres. Il continue vers le nord, vers Callao, qui est le port de Lima pour tenter toutes les voies de douceur et moyens d'avoir des vivres. À Callao, les bateaux peuvent échanger des marchandises venues de partout, et même d'Asie. Mais le gouverneur de la Ville , représentant de l'Espagne n'est pas favorable aux Français. Il envoie les ordres de la Cour d'Espagne marquant qu'il n'y a rien à espérer. Dans les mois de décembre 1713, et janvier 1714, 15 navires français avaient navigué le long de cette côte, et on avait vu plus de 2 000 hommes assemblés dans le port de Concepción.
Lorsque le Saint-François se trouve à son tour dans ces parages, il rencontre lui aussi plusieurs vaisseaux de Saont-Malo, qui sont aussi en disette de vivres. Ils se rejoignent tous à Pisco. En décembre 1716, l'accueil des officiers espagnols n'est pas simple : les Français sont fort mal accueillis. Alors qu'ils ont trouvé un particulier qui s'engage à leur fournir quantité de bœuf et de mouton, le corrégidor à la tête de 200 hommes armés fait prisonniers les 18 Français chargés de récupérer le ravitaillement et les envoie à Lima. Les capitaines de vaisseaux, le Joseph Nicolle, le Pontchartrain, le Brillant et le Saint-François réduits ainsi que tous leurs équipages à n'avoir point de vivres qu'on leur refusait avec la dernière duretté et une opiniastreté invinsible malgré l'union des deux nations, alors qu'ils n'en faisaient la demande que pour se mettre en état de se retirer en France, résolurent, plutost que de s'exposer à mourir de fain au besoin de s'en procurer par la force. Pour cet effet ayant rassemblé le 21 janvier 1717 à Pisco tous les capitaines et officiers de vaisseaux qui s'y trouvaient... il fut d'une commune voix délibéré quon feroit une descente à terre les armes à la main, quopn s'emparerait même de la ville sy lon était obligé. Pour laquelle descente ayant donné les ordres nécessaires, elle se fist le lendemain en bonne posture sous le commandement du sieur Arson, officier du Pontchhartrain. Devant la mauvaise volonté des Espagnols, on commença à tirer quelques coups de fusil qui fist rentrer le corrégidor dans la ville où le sieur Arson le suivit suivant les ordres qui luy avaient été donné à la faveur du canon des autres vaisseaux qui tiraient sur la rive qui était garnie de bois et de dune. L'affaire très confuse continue jusqu'à la libération des prisonniers. Le Saint-François n'a plus qu'à remettre à la voile.

### Retour
Le 6 septembre 1717, le Saint-François est à Port-Louis. Le 17 septembre de la même année, il est de retour à Saint-Malo avec seulement 70 000 piastres. Darquistade explique une si faible somme parce qu'il a dû vendre ses marchandises à vil prix et faire de gros frais aux côtes d'Amérique. Il ajoute avoir emporté peu d'emplette à la Mer du Sud qui n'était pas sa destinée. Il est probable qu'il n'avoue pas tout. Parti en fraude, les bateaux s'arrangent pour ne pas déclarer exactement leurs richesses pour éviter les taxes. La lutte est acharnée entre les négociants et les compagnies de commerce. De plus, les marchands n'apprécient pas les réquisitions du roi, et s'arrangent pour faire passer l'argent à l'étranger, et le récupérer par le système des lettres de change.
C'est la déception chez les négociants comme Hoisnard de Laval.
Il est échevin de la ville Nantes jusqu'en 1724.

## Sources
- Société d'anthropologie de Paris, Bulletins de la Société d'anthropologie de Paris, Masson., 1884
- Description de la Baye St. Francois avec l'extrait de la route du navire le St. Francois de St. Malo monte  par le Capne Darquistade pour la Mer du Sud pendant les annees 1714, 15, 16, 1717 Plan de la Baye St. Francois Sur la Cote Occidental de la Terre de Feu dans l'Amerique Meridionale